# Archivio di Stato di Terni
L'Archivio di Stato di Terni è l'ufficio periferico del Ministero dei beni e delle attività culturali e del turismo che per legge conserva la documentazione storica prodotta dagli enti pubblici della provincia di Terni e per deposito volontario, custodia temporanea, donazione o acquisto ogni altro archivio o raccolta documentaria di importanza storica.
Dal 1965 ha competenza sulla Sezione di Archivio di Stato di Orvieto.
Dal 2002 ha sede nel Palazzo Mazzancolli, uno dei più antichi della città.

## Storia
L'Archivio di Stato di Terni è stato istituito come Sezione di Archivio di Stato con DM del 15 maggio 1957, assumendo l'attuale denominazione nel 1963, in applicazione del D.P.R. 1409/1963. Nel 1965 estese la propria competenza alla Sezione di Archivio di Stato di Orvieto, istituita nel 1951 come sottosezione alle dipendenze dell'Archivio di Stato di Perugia. 
Dal 1957 al 1973 ebbe sede al piano terra del Palazzo del Governo, già sede della Prefettura e della Provincia di Terni. Con il progressivo incremento del materiale acquisito si rese necessario il trasferimento in una sede più adeguata, che venne individuata nello storico Palazzo Mazzancolli e, nel 1973, l'Istituto venne trasferito nell'ala novecentesca del palazzo, affacciata sul vico del Pozzo. Agli inizi degli anni novanta il patrimonio e le attività dell'Istituto erano aumentate notevolmente e nel 2003, terminati i lavori di ristrutturazione a cura della Soprintendenza per i beni architettonici dell'Umbria, l'istituto poté prendere possesso della nuova e attuale sede, nella parte monumentale del palazzo, prospiciente via Cavour.

## Patrimonio
L'Archivio di Stato di Terni conserva la documentazione degli uffici statali della provincia, archivi prodotti da enti pubblici soppressi e da vari soggetti di natura privata per un periodo compreso tra il XIV e il XX secolo. La documentazione più antica è conservata negli archivi notarili e nell'archivio storico del Comune di Terni, che testimonia l'attività amministrativa dell'ente dal 1315 al 1952.
L'Archivio di Stato di Terni si caratterizza per la presenza nei suoi depositi di archivi di imprese industriali di rilevanza nazionale, che hanno operato nel territorio cittadino.

## Sezione di Archivio di Stato di Orvieto
Istituita con d.m. 19 febbraio 1951 come Sottosezione alle dipendenze dell'Archivio di Stato di Perugia, in applicazione della legge 22 dicembre 1939, n. 2006, divenne Sezione dell'Archivio di Stato di Terni il 1 maggio 1965, a seguito del d.p.r. 30 settembre 1963, n. 1409,